# Pistiro

Mapa con algunas de las principales colonias griegas en la antigua Tracia. En el mapa aparece ubicadas dos ciudades con el nombre de Pistiro: la situada cerca de la costa frente a la isla de Tasos es de la que trata este artículo.

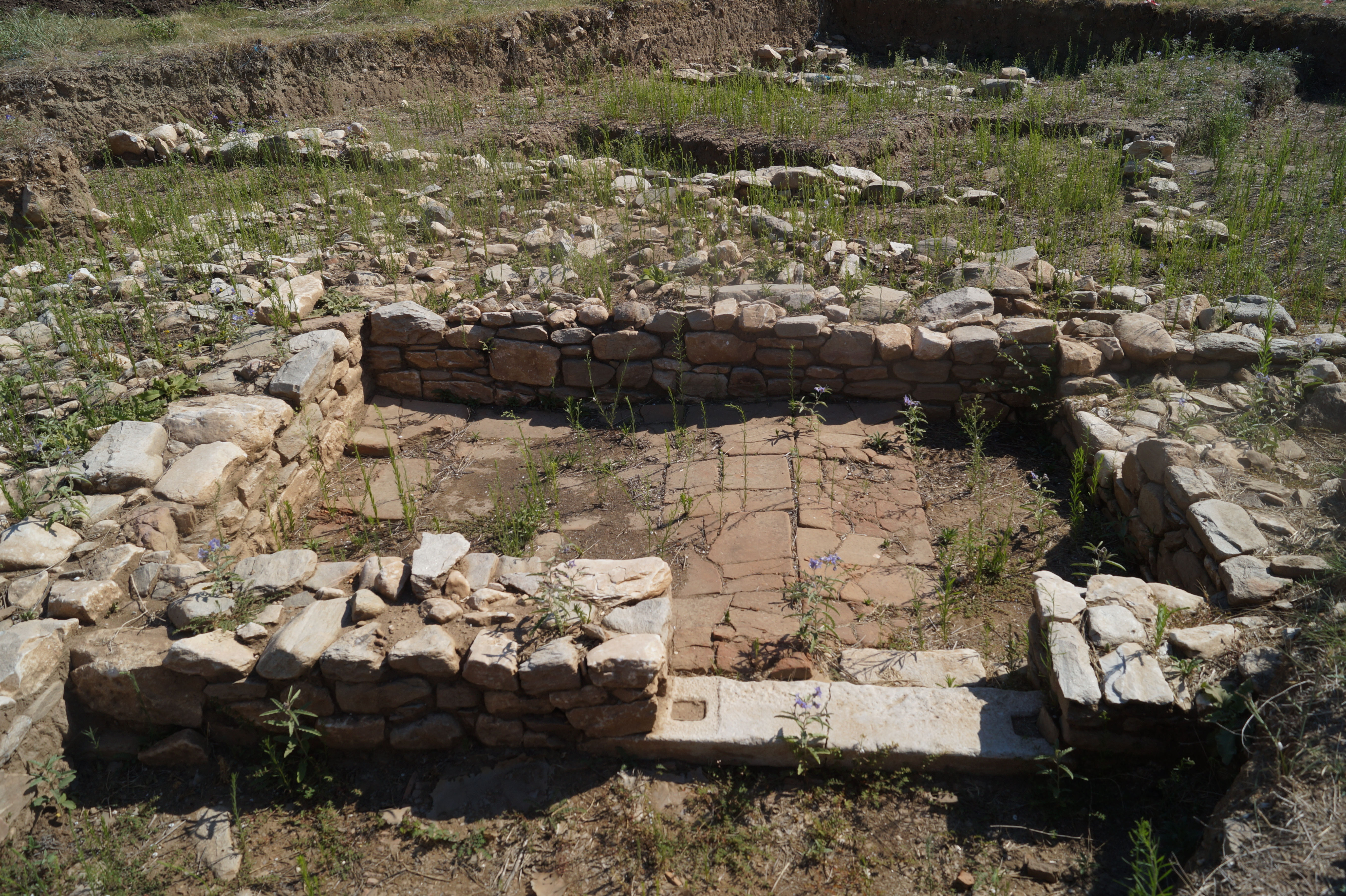
Restos de una casa antigua en el yacimiento arqueológico de Pontolivado que podría pertenecer a la antigua Pistiro.

Pistiro (en griego, Πίστυρος) es el nombre de una antigua ciudad griega de Tracia.
Heródoto la menciona como una ciudad perteneciente a los tasios, por donde pasó el ejército persa de Jerjes, después de haber pasado el río Nesto, en su expedición del año 480 a. C. contra Grecia. Junto a la ciudad se hallaba un pequeño lago de agua salada y rico en pesca de treinta estadios que los animales de tiro del ejército dejaron seco tras beber de él.
La postura tradicional ubica Pistiro en un lugar donde hay restos de un asentamiento fortificado, cerca de la moderna Pontolivado, en las proximidades del lago Vassova, que tiene el agua salada.
Se suele distinguir de otra ciudad llamada Pistiro situada en Tracia interior, en cuyo caso ambas ciudades podrían haberse relacionado, de forma que Pistiro de la costa pudo fundar un emporio de su mismo nombre en Tracia interior. Sin embargo, también se ha sugerido que la Pistiro mencionada por Heródoto podría ser la misma ciudad que Cistiro mencionada en las listas de tributos atenienses y que no se encontraría en la costa norte del Egeo sino que debería identificarse con los restos de Pistiro de Tracia interior.